# Architecture Label
Architecture Label – niezależna wytwórnia płytowa mieszcząca się w Sydney w Australii. 

## Artyści
- Belles Will Ring
- Bit By Bats
- Death Cab for Cutie
- Pedro the Lion
- School of Emotional Engineering
- So Many Dynamos
- Sounds Like Sunset
- Spod